# Willem van der Veer
Wilhelmus Leonardus Joseph 'Willem' van der Veer (Eindhoven, 26 mei 1887 — Haarlem, 21 juni 1960) was een Nederlands acteur.
Van der Veer maakte in 1906 zijn acteerdebuut, toen hij zich aansloot bij het Hollandsch Tooneelgezelschap. Hierna was hij verbonden aan verscheidene gezelschappen, waaronder de Koninklijke Vereeniging Het Nederlandsch Tooneel tussen 1915 en 1918. Vanaf 1913 speelde hij ook in stomme films. Van 1914 tot en met 1922 speelde hij uitsluitend in films voor Filmfabriek Hollandia. Hij was regelmatig te zien als de tegenspeler van Annie Bos. Van 1924 en 1927 was hij werkzaam in Duitsland en vertelde later dat een kunstenaar in dat land meer waardering kreeg dan in Nederland.
In 1925 richtte hij zijn eigen toneelgezelschap op, Het Heijermans Ensemble. Hier was hij tot en met 1930 de baas van. Daarna leidde hij van 1931 tot en met 1934 het gezelschap van de Dietsche Spelers. Met het gezelschap ging hij meermalen op tournee naar Oost- en West-Indië. Hij speelde in de jaren 30 nog in enkele Nederlandse films en werkte tijdens de Tweede Wereldoorlog mee aan propagandafilms. Hij was in deze periode echter werkloos en sloot zich aan bij de Nationaal-Socialistische Beweging. Na de oorlog tot 1959 speelde hij nog bij verschillende toneelverenigingen. Hij stierf op 73-jarige leeftijd.